# Metal Priestess
Metal Priestess es un extended play de la banda estadounidense de punk y heavy metal Plasmatics, publicado en 1981 por Stiff Records y semanas más tarde por PVC Records aunque con una portada alternativa. La producción fue realizada por Rod Swenson y Dan Hartman, este último había quedado fascinado con la banda luego de escuchar su anterior álbum Beyond the Valley of 1984. Con el objetivo de llamar la atención de mayores compañías discográficas, la banda escribió algunas canciones de heavy metal para aprovechar el éxito comercial que estaba teniendo ese subgénero musical en los principales mercados.
Este es el primer trabajo con el bajista Chris Romanelli, quien reemplazó a Jean Beauvoir, y es el único grabado con los baterías Joey Reese y Tony Petri. En diciembre del mismo año llegó hasta el puesto 177 de la lista estadounidense Billboard 200. Por otro lado, en 2001 la lista de canciones se incluyó como pistas adicionales en el relanzamiento del disco New Hope for the Wretched.

## Lista de canciones
| N.º | Título                  | Escritor(es)           | Duración |  |
| 1.  | «Lunacy»                | Swenson, Stotts        | 5:04     |  |
| 2.  | «Doom Song»             | Swenson, Beech         | 5:23     |  |
| 3.  | «Sex Junkie» (en vivo)  | Swenson, Stotts, Beech | 3:08     |  |
| 4.  | «Black Leather Monster» | Swenson, Beech         | 3:39     |  |
| 5.  | «12 Noon»               | Swenson, Stotts        | 3:31     |  |
| 6.  | «Masterplan» (en vivo)  | Swenson, Stotts        | 4:48     |  |

## Músicos
- Wendy O. Williams: voz
- Richie Stotts: guitarra líder
- Wes Beech: guitarra rítmica
- Chris Romanelli: bajo
- Joey Reese: batería
- Jean Beauvoir: bajo y sintetizadores en «Sex Junkie» y «Masterplan»
- Tony Petri: batería en «Sex Junkie» y «Masterplan»